# Papuadytes abditus
Papuadytes abditus is een keversoort uit de familie waterroofkevers (Dytiscidae). De wetenschappelijke naam van de soort is voor het eerst geldig gepubliceerd in 2004 door Balke, Watts, Cooper, Humphreys & Vogler.